# Marcus Haislip
Marcus Deshon Haislip (Lewisburg, 22 dicembre 1980) è un ex cestista statunitense.

## Carriera
È stato selezionato dai Milwaukee Bucks al primo giro del Draft NBA 2002 (13ª scelta assoluta).

## Palmarès
- Coppa di Turchia: 1

Efes Pilsen: 2006-07